# Electric Universe
| 전문가 평가        | 전문가 평가  |
| 평가 점수          | 평가 점수    |
| 출처               | 점수         |
| ------------------ | ------------ |
| AllMusic           | [ 1 ]        |
| Knight Ridder      | 7/10         |
| The Morning Call   | (favourable) |
| Omaha World Herald | [ 4 ]        |
| Record Mirror      | [ 5 ]        |
| Rolling Stone      | [ 6 ] [ 7 ]  |
| The Village Voice  | B            |

《Electric Universe》는 1983년 11월 4일, 컬럼비아 레코드에서 발매된 미국의 밴드 어스, 윈드 & 파이어의 열세 번째 스튜디오 음반이다. 이 음반은 미국 《빌보드》 톱 솔 음반 차트 8위, 미국 빌보드 200 차트 40위까지 올랐다. 또한 《Electric Universe》는 스웨덴 음반 차트 17위, 영국 《블루스 & 솔》 톱 브리티시 솔 음반 차트 18위, 오리콘 차트 20위, 네덜란드 음반 차트과 스위스 음반 차트 22위에 올랐다.

## 배경
《Electric Universe》는 칼림바 프로덕션을 위해 모리스 화이트에 의해 제작되었다. 음반과 함께 밴드에게 독특한 뉴 웨이브와 신스팝 사운드가 나왔다.
데이비드 포스터, 마틴 페이지, 미셸 콜롬비에, 그리고 파멜라 허친슨과 이모션스의 완다 본과 같은 아티스트들이 이 음반에 피처링했다. 이 음반은 또한 2015년에 6개의 보너스 트랙과 2개의 데모로 재발행되었다.
또한, 《Electric Universe》는 2016년 8월 매스 어필의 유튜브 시리즈 리듬 룰렛의 에피소드에 등장했다.

## 곡 목록
| #  | 제목                  | 작사·작곡                            | 재생 시간 |
| -- | --------------------- | ------------------------------------ | --------- |
| 1. | 〈Magnetic〉          | 모리스 화이트                        | 4:19      |
| 2. | 〈Touch〉             | 존 린드, 마틴 페이지                 | 4:54      |
| 3. | 〈Moonwalk〉          | 데이비드 포터, 데스몬드 오코너       | 4:08      |
| 4. | 〈Could It Be Right〉 | 앨리 윌리스, 데이비드 포스터, 화이트 | 5:15      |

| #  | 제목                             | 작사·작곡                                 | 재생 시간 |
| -- | -------------------------------- | ----------------------------------------- | --------- |
| 5. | 〈Spirit of a New World〉        | 브라이언 페어웨더, 포스터, 페이지, 화이트 | 4:29      |
| 6. | 〈Sweet Sassy Lady〉             | 리사 본, 화이트, 완다 본, 웨인 본         | 4:08      |
| 7. | 〈We're Living in Our Own Time〉 | 윌리스, 화이트, 미셸 콜롬비에             | 5:18      |
| 8. | 〈Electric Nation〉              | 페어웨더, 페이지, 화이트                  | 4:30      |

## 인증
| 국가                       | 인증 | 판매량/출하량 |
| -------------------------- | ---- | ------------- |
| 일본                       | —    | 100,000       |
| ^출하량을 기반으로 한 인증 |      |               |